# Тоня (Алба)
Тоня (рум. Tonea) — село у повіті Алба в Румунії. Входить до складу комуни Сесчорі.
Село розташоване на відстані 252 км на північний захід від Бухареста, 30 км на південь від Алба-Юлії, 108 км на південь від Клуж-Напоки.

## Населення
За даними перепису населення 2002 року у селі проживали 294 особи, усі — румуни. Усі жителі села рідною мовою назвали румунську.